# Duben 2004
3. dubna – sobota
 Při výbuchu bomby v madridském bytě zahynul španělský policista a 5 osob podezřelých z účasti na atentátech v Madridu 11. března tohoto roku. 
4. dubna – neděle
 Třetí závod Formule 1, Grand Prix Bahrajnu, vyhrál Michael Schumacher na Ferrari. 
16. dubna – pátek
 Po šesti dnech zadržování byli v Iráku propuštěni čeští novináři Michal Kubal, Vít Pohanka a kameraman Petr Klíma. 
17. dubna – sobota
 Při raketovém útoku z izraelské helikoptéry na svůj automobil byl zabit vůdce Hamásu v Pásmu Gazy Abdel Azíz al-Rantísí. 
18. dubna – neděle
 V prezidentských volbách na Slovensku zvítězil Ivan Gašparovič nad Vladimírem Mečiarem. 
26. dubna – pondělí
 Manželé Stodolovi byli odsouzeni na doživotí za 8 vražd. 